# Zhuang Di
Zhuang Di (* 28. Oktober 1981 in Guangzhou) ist ein chinesischer Dartspieler.

## Karriere
Zhuang Di nahm 2016 an einem Qualifikationsturnier für die PDC World Darts Championship 2017 an, scheiterte jedoch im Viertelfinale an Liu Yuanjun. Im Folgejahr ging es bis ins Halbfinale, wo er gegen Zong Xiaochen verlor. Zhuang spielt auch im Softdarts-Bereich. Er qualifizierte sich für einen von zwei Plätzen im chinesischen Team beim World Cup of Darts 2020 in Salzburg. Am 5. November, einen Tag vor Turnierbeginn, wurde jedoch die Nicht-Teilnahme Chinas bekanntgegeben, da Zhuang und sein Partner Zizhao Zheng aufgrund einer administrativen Angelegenheit nicht vom Flughafen Guangzhou aus starten durften. Sie wurden kurzfristig durch ein lettisches Team, bestehend aus Madars Razma und Janis Mustafējevs ersetzt. Ende November sicherte er sich im kurzfristig einberufenen China Qualifier der PDC Asian Tour einen Startplatz bei der PDC World Darts Championship 2021. Er verlor jedoch in der ersten Runde mit 0:3 in Sätzen gegen Kim Huybrechts und konnte dabei kein Leg gewinnen.

## Weltmeisterschaftsresultate

### PDC
- 2021: 1. Runde (0:3-Niederlage gegen  Kim Huybrechts)